# Adula
Adula (en alemán: Rheinwaldhorn; en romanche: Piz Valragn) es el punto más alto en el cantón de Tesino en Suiza con 3402 metros sobre el nivel del mar. Se encuentra en la frontera entre los cantones de los Grisones y el Tesino, en el macizo Adula, parte del macizo de San Gotardo de los Alpes Lepontinos en el sur de Suiza.
La montaña es conocida bajo diferentes nombres, Rheinwaldhorn, Adula o Piz Valrhein. El grupo de picos nevados que se encuentran entre las dos principales ramas del Rin fueron conocidos en la Edad Media por los nombres Mons Aquila o Mons avium. De la forma romanche del primero viene el nombre Adula, que se utiliza para designar la parte norte- oriental de los Alpes Lepontinos. El nombre alemán " Rheinwaldhorn " viene de la región de Rheinwald.